# Ton de Swart
Antonie Hendrik (Ton) de Swart (Schiedam, 9 november 1962) is een Nederlands politicus voor de Volkspartij voor Vrijheid en Democratie.

## Loopbaan
De Swart ging na de middelbaar algemeen voortgezet onderwijs weg- en waterbouwkunde studeren aan de Middelbare Technische School. Dit deed hij van 1979 tot 1985. Na deze studie volgde hij het vwo van 1987 tot 1988. Van 1988 tot 1989 studeerde de Swart een jaar rechten aan de Erasmus Universiteit Rotterdam maar hij heeft deze studie niet afgerond. De Swart is oorspronkelijk afkomstig uit het bedrijfsleven en heeft bij financiële instellingen gewerkt zoals Robeco, Zwitserleven en Commerzbank. Daarnaast was hij gemeenteraadslid in Schiedam. De Swart was van 2000 tot en met 2002 lid van Tweede Kamer der Staten-Generaal en hij hield zich vooral bezig met onderwerpen op het gebied van het binnenlands bestuur. Na zijn vertrek uit de Tweede Kamer was hij drie jaar wethouder van Schiedam.

## Nevenfuncties
- Voorzitter commissie financiële beheerszaken van de gemeente Schiedam
- Vicevoorzitter Raad van Commissarissen ONS Groep te Schiedam
- Directeur van A.H. de Swart Holding BV, grootaandeelhouder Onroerend Goed BV en Renovatie- en Onderhouds BV, te Schiedam

- Parlement.com: vg09llhd6uxs